# Џеримандеринг
Џеримандеринг (енгл. Gerrymandering) представља прекрајање граница изборних јединица, али тако да онај ко врши прекрајање добије већину гласова унутар новоформираних изборних јединица. То је политички пристрасна подела и облик манипулације којом се границе изборних јединица свесно повлаче тако и успостављају према одређеним политичким интересима како би се манипулисало изборним резултатима.
Појам џеримандеринг настао је спајањем презимена гувернера Масачусетса Елбриџа Џерија и речи саламандер која на енглеском језику значи даждевњак, а употребљен је први пут како би се описао неправилан облик изборног округа (а који је подсећао на даждевњака) који је 1812. године пролазио Масачусетсом, а ступио је на снагу и изгласан на Џеријеву иницијативу. Циљ тог подухвата био је долазак на власт помоћу неутрализације изборног потенцијала политичког противника.

## Облици џеримандеринга
Постоје два основна облика џеримандеринга:
- Пакирање (енгл. packing), које представља стављање што више бирача исте политичке опредељености у исти округ (изборну јединицу) како би се смањио њихов утицај у другим изборним јединицама.
- Разбијање (енгл. cracking), који представља расипање и мешање бирача истих политичких уверења у више изборних јединица како би се смањила политичка моћ одређене политичке оријентације.